# Густав V
Густав V (швед. Gustaf V, Оскар Густав Адольф; 16 червня 1858 — 29 жовтня 1950) — король Швеції з 1907 до 1950 року. Походив з династії Бернадотів. Правив після свого батька Оскара II.

## Ранні роки
Густав народився в Дроттнінггольмському палаці 16 червня 1858 року сім'ї принца Оскара та принцеси Софії. При хрещенні йому присвоєно титул герцога Вермланду. Густав отримав звання кронпринца Швеції і Норвегії після коронації свого батька, який став спадкоємцем трону після смерті Карла XV.
20 вересня 1881 року в місті Карлсруе Густав взяв шлюб з принцесою Вікторією Баденською.

## Кронпринц
Будучи кронпринцем Швеції Густав став першим головою Шведської Центральної Асоціації Розвитку Спорту. На чолі цієї організації йому вдалося організувати Північні Ігри та побудувати Стокгольмський стадіон до літніх Олімпійський ігор 1912 року.

### Внутрішня політика
Коаліційний уряд, який сформував консерватор Кристіан Лундеберґ для вирішення питання про унію, мусив піти у відставку, і восени 1905 року лідер ліберальної партії Карл Стаф сформував новий уряд, насамперед для розв'язання проблеми виборчого права. У законопроєкті, поданому новим урядом 1906 року, пропонувалося загальне виборче право для чоловіків на виборах до Другої палати по одному кандидатові від кожної виборчої округи. Після того, як законопроєкт було провалено в Першій палаті, яка боялася, що це призведе до великої переваги лівих у Другій палаті, уряд Стафа змушений був також піти у відставку, і того ж таки 1906 року його замінив консервативний уряд на чолі з Арвідом Ліндманом. Закон про виборче право, поданий цим урядом 1907 року після тривалих дискусій та численних компромісів і ратифікований 1909 року, запроваджував загальне виборче право для чоловіків у виборах до Другої палати, скорочену до сорока квоту голосів заможних верств на виборах у місцеве самоврядування і пропорційні вибори до обох палат.
Вибори до риксдагу 1911 року вперше проводилися за новим законом і стали перемогою об'єднаної ліберальної партії, що здобула дуже міцну позицію в Другій палаті. Проте в Першій палаті праві партії зберегли більшість. Після виборів уряд Ліндмана пішов у відставку, і Карл Стаф сформував свій другий ліберальний уряд. І хоч король Густав V відмовився визнати його, вважаючи міністрів своїми представниками, а не представниками більшості риксдагу, це було першою великою перемогою парламентаризму.
Питання оборони стало найважливішим у шведській політиці після 1911 року. Гострі протиріччя між великими державами, що, стали причиною утворення Троїстого союзу та Антанти, дедалі реальніше загрожували війною. У зв'язку із створенням нового кабінету король Густав V спеціально відзначив у протоколі, що він прихильник зміцнення обороноздатності країни. Проте об'єднана ліберальна партія здобула перемогу на виборах 1911 року зокрема завдяки своїй платформі, спрямованій на роззброєння і зменшення військових витрат, тому її лідер Карл Стаф відмовився, попри загрозливий подих війни в 1913-1914 роках подати законопроєкт про збільшення військових асигнувань і подовження терміну військової служби. Густав V, зі свого боку, вимагав негайного вирішення питання про оборону країни. На підтримку вимоги короля організовано так званий «селянський похід». 6 лютого 1914 року понад 30 000 селян з усіх куточків країни рушили до королівського палацу, вимагаючи негайного вирішення питання про оборону і висловлюючи готовність на будь-які необхідні жертви — чи то подовження терміну служби, чи підвищення податків. Звернувшись до них із балкона свого палацу, Густав V відверто заявив, що не поділяє поглядів прем'єр-міністра на питання оборони й вважає, що їх «необхідно обговорити в цілому й вирішити зараз же, невідкладно, у взаємозв'язку».
Спроба короля диктувати свою волю в неконституційний спосіб, зневаживши ухвалу більшості Другої палати, поглибила конфлікт між монархом та урядом на чолі з прем'єр-міністром. Боротьба за парламентську форму правління досягла критичного рівня. Карл Стаф поставив вимогу, щоб король відмовився від своїх заяв і публічно оголосив, що його промова не була офіційним державним актом, оскільки не отримала попереднього схвалення з боку уряду. Густав V відмовився це зробити, заявивши: «Я не збираюся позбавляти себе права вільно звертатися до шведського народу». Це спричинило відставку уряду. Тільки після тривалих переговорів королю Густаву V вдалося умовити консервативно настроєного вищого державного службовця Яльмара Гаммаршельда сформувати новий уряд. Кабінет Гаммаршельда був цілком на боці короля: риксдаг його ані визнавав, ані підтримував. Тож, зрозуміло, що першим заходом цього прем'єра був розпуск Другої палати й оголошення нових виборів.
Результати виборів, що відбулися в травні та у вересні 1914 року, виявилися драматичними для короля. Найчисленнішою партією в Другій палаті стала Соціал-демократична партія, що зберігала домінуючу позицію впродовж всього XX століття аж до 2006 року. Уряд Гаммаршельда не зміг здобути більшості для здійснення політики короля, а це легко могло скінчитися крахом і для самого Густава V, і для всієї його династії. Вже лунали вимоги зречення короля і проголошення республіки. Але зрештою короля врятувало те саме питання, що спричинилося до кризи, — питання оборони. Як виявилося, Густав V оцінив ситуацію в Європі краще за Карла Стафа і лідера Соціал-демократичної партії Яльмара Брантінґа. У червні 1914 спалахнула Перша світова війна, що поклало край політичним суперечкам і призвело до одностайності в питанні про оборону — в Швеції почалася мобілізація.

### Зовнішня політика

#### Перша світова війна

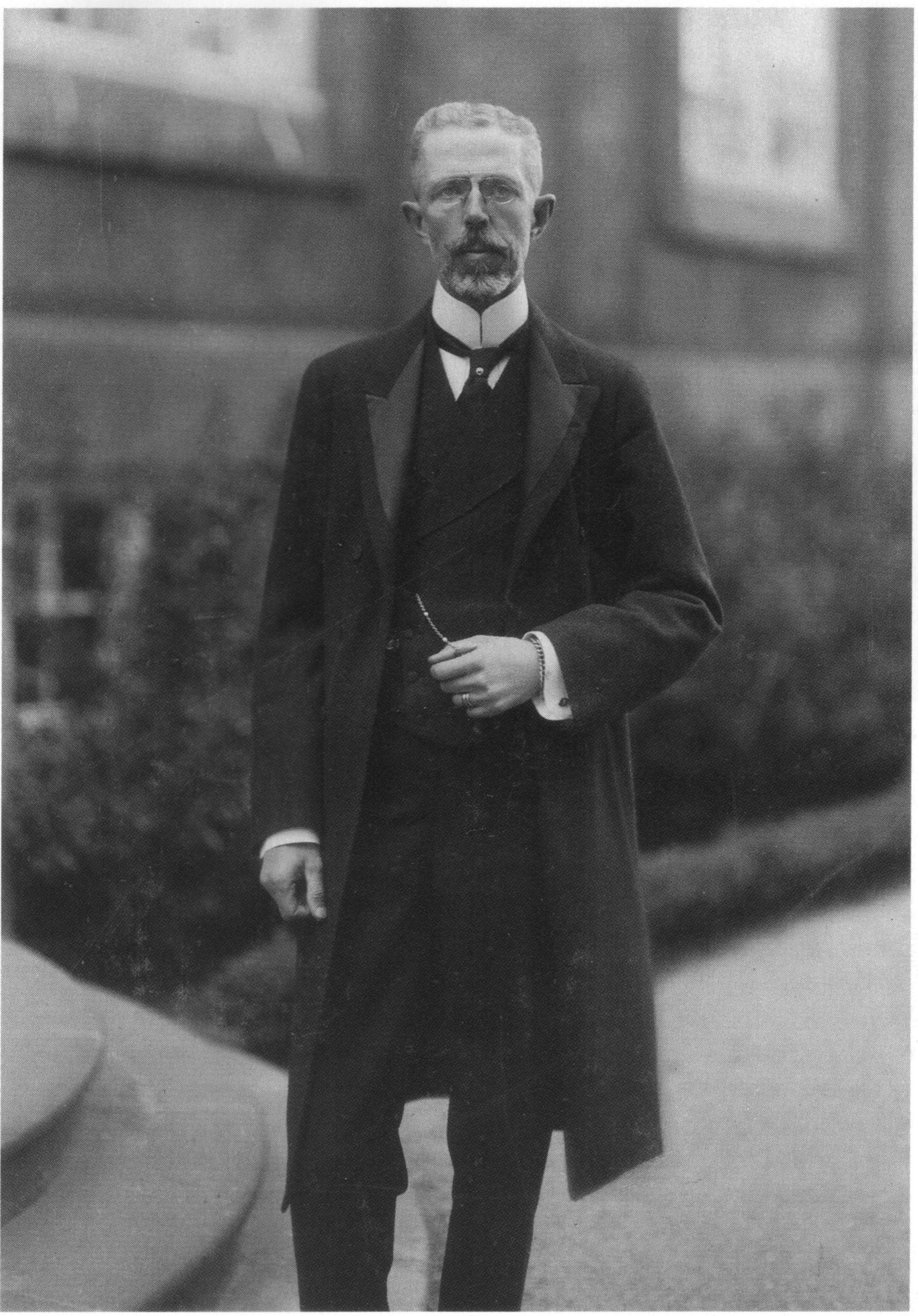
Густав V бл.1916 року

З початком війни Швеція оголосила себе нейтральною, і уряд Яльмара Гаммаршельда суворо дотримувався Гаазької конвенції, що обумовлювала цілковиту безсторонність нейтральної країни щодо держав, які воюють. Таким чином Швеція користувалася своїм правом вести торгівлю з обома сторонами. Коли блокада Німеччини стала одним із головних видів зброї союзників, шведський формальний нейтралітет виявився корисним майже винятково для Німеччини. Це спричинилося до того, що союзники посилили свій контроль над шведськими трансокеанськими перевезеннями й зрештою цілком блокували їх. Але це не тільки припинило шведський експорт до Німеччини, а й завдало шкоди постачанню товарів до Швеції. Вже протягом 1916 року відчулася гостра нестача продуктів, більшість із них розподілялися за картками. Це становище погіршувалося також через ніким не обмежувану підводну війну і вступом у війну США 1917 року. У Стокгольмі й Гетеборзі відбулися справжні голодні демонстрації, дедалі голосніше залунали вимоги про відставку Гаммаршельда. Новий консервативний уряд, що прийшов до влади після відставки Гаммаршельда та його кабінету навесні 1917 року, почав переговори із західними державами й досяг угоди, яка відновила імпорт із Заходу.
Протягом років війни посилилися вимоги щодо парламентаризму й демократії. Після того, як ліві партії — ліберали й соціал-демократи — здобули переважну більшість у Другій палаті на виборах у вересні 1917 року, король більше не міг відмовлятися затверджувати уряд лівого спрямування. До цього уряду, що його очолив ліберал Нільс Еден, уперше ввійшли чотири соціал-демократи. Отже, у Швеції остаточно утвердилася парламентська форма правління.

#### Міжвоєнний період
Поразка Німеччини 1918 року активізувала вимоги подальшої демократизації. У 1918-1921 роках за підтримки уряду й провідних промисловців було переглянуто конституцію. Найголовнішими нововведеннями були право голосу для жінок і загальне рівне виборче право також на муніципальних виборах, що означало більшу демократизацію і в Першій палаті. Відтоді Швеція стала державою з демократичним управлінням у всіх царинах життя.
Двома найголовнішими чинниками, що визначали зовнішню політику Швеції в міжвоєнний період, були намагання Радянського Союзу посилити свій вплив на Балтиці й загроза на півдні з боку Німеччини. У 1920-і роки Росія та Німеччина, що програли у Першій світовій війні, були дуже послаблені. У Швеції, яка запанувала на Балтиці, здавалося, не існувало політичних проблем, пов'язаних з її безпекою. Тож 1925 року було прийнято Закон про оборону, що різко скорочував шведські збройні сили.
Швеція також вступила до створеної 1920 року Ліги націй. Оскільки членство означало солідарний опір агресорові в разі, якщо Рада Безпеки Ліги вирішить удатися до збройних санкцій, то постало питання, чи це узгоджується з традиційною шведською політикою нейтралітету. Проблему було розв'язано в той спосіб, що Швеція, вступаючи до Ліги націй, зробила окреме застереження щодо цього пункту статуту, яке так і не прийняли великі держави. На щастя для Швеції, питання про нейтралітет і солідарність у міжвоєнні роки гостро не поставало.
Проголошення Фінляндією незалежності 6 грудня 1917 року було з піднесенням зустрінуте у Швеції. Коли невдовзі у Фінляндії спалахнула громадянська війна між прихильниками соціалістичної революції й «білими», що виступали проти неї, шведська громадська думка була цілком на боці «білих», і консерватори закликали навіть до активного втручання. Лівий уряд рішуче опирався цьому, тож шведська підтримка «білих», серед яких була основна частина шведськомовного населення Фінляндії, обмежилася добровольчим корпусом.
По завершенні громадянської війни у Фінляндії постало питання про Аландські острови. На організованому референдумі 95 % мешканців островів, що загалом були шведськомовні, висловилися за приєднання до Швеції. Оскільки Фінляндія заперечувала таке рішення, питання передано до Ліги націй, яка ухвалила, що Аландські острови належатимуть Фінляндії, але вона мала надати їм політичну автономію і зобов'язатися не зводити на островах фортифікацій чи використовувати їх як військові бази. Ухвала Ліги націй викликала незадоволення в Швеції й на якийсь час затьмарила загалом дуже теплі стосунки між двома країнами.
Протягом 1920-х і першої половини 1930-х років Швеція у своїй зовнішній політиці опиралася на Лігу націй як гаранта своєї безпеки. Та після того, як Гітлер 1933 року прийшов до влади і Німеччина вийшла з Ліги націй, становище Швеції вже не здавалося таким безпечним. Коли під час італо-абіссинської війни 1935-1936 роках. Ліга націй виявила своє безсилля і Гітлер у березні 1936 року порушив Версальський мирний договір, здійснюючи ремілітаризацію Рейнської демілітаризованої зони, Швеція, разом з іншими малими нейтральними державами, 1 липня 1936 року оголосила, що більше не вважає себе зв'язаною пунктом статуту Ліги націй про солідарні санкції. Так Швеція повернулася до політики чистого нейтралітету.
Але такий ізольований нейтралітет не міг забезпечити Швеції безпеки за часів, коли конфлікти між великими державами дедалі загострювалися, тож Швеція спробувала налагодити зв'язок зі своїми північними сусідами. Проте і Данія, і Норвегія відповіли відмовою на пропозицію про оборонне співробітництво, з якою звернувся до них у квітні 1938 року міністр закордонних справ Швеції Рікард Сандлер. Тільки Фінляндія пішла на переговори, головним чином щодо спільного захисту Аландських островів. Однак у травні 1939 року Радянський Союз наклав вето на цей проєкт (так званий Стокгольмський план). Водночас Швеція наголосила на своєму нейтралітеті, відмовившись від пропозиції Гітлера щодо укладення пакту про ненапад.

#### Друга світова війна
Коли у вересні 1939 року почалася Друга світова війна, Швеція разом з іншими північними країнами оголосила себе нейтральною. При цьому симпатії Густава V та його родини були на боці нацистської Німеччини. Національна єдність шведського народу виявилася в створенні в грудні 1939 року коаліційного уряду, до складу якого ввійшли чотири великі демократичні партії на чолі з прем'єр-міністром Пером Альбіном Ганссоном. У війні між Радянським Союзом і Фінляндією Швеція оголосила себе «стороною, що не воює». Однак шведська громадська думка була цілком на боці фінів і під гаслом «Справа Фінляндії — наша справа» вимагала якнайбільшої підтримки Фінляндії, за винятком відкритого воєнного втручання. Було створено добровольчий корпус. Та ще важливішою була велика матеріальна підтримка Фінляндії, рахуючи зброю та боєприпаси, літаки й транспортні засоби. З іншого боку, боячись бути вплутаною в конфлікт між великими державами, Швеція не дала союзникам Фінляндії дозволу перекинути свої війська через шведську територію. Коли Фінляндія, незважаючи на затятий і небезуспішний опір, мусила відступити, Швеція викликалася бути посередником, і в березні 1940 року в Москві був підписаний мирний договір.
Під час війни Швеція зробила дуже багато в гуманітарній царині. Так, у Гетеборзі кілька разів відбувався обмін полоненими. Швеція також надала притулок багатьом біженцям, насамперед із балтійських країн, а також із Норвегії та Данії. Важливою подією було надання притулку близько 75 000 данських євреїв, які у вересні 1943 року втекли до Швеції, рятуючись від депортації до Німеччини.

## Родина

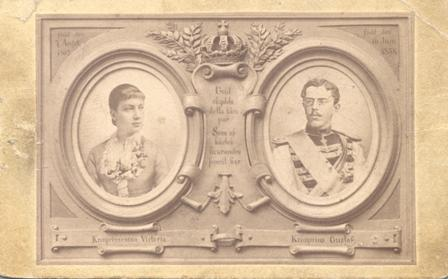
Із дружиною

Дружина — Вікторія (1862—1930), донька Фрідріха I, великого герцога Баденського
Діти:
- Густав Адольф (1882—1973)
- Вільгельм (1864—1965) — герцог Зедерманландський
- Ерік (1869—1918) — герцог Вестманландський

## Нагороди, титули та відзнаки

### Швеція
- Орден Серафимів (16 червня 1858)
- Орден Карла XIII (16 червня 1858)
- Орден Меча, великий хрест (16 червня 1858)
- Орден Полярної зірки, великий хрест (16 червня 1858)
- Орден Вази, великий хрест (16 червня 1858)
- Орден Святого Йоанна (Швеція), почесний член

### Норвегія
- Орден Святого Олафа, великий хрест з ланцюгом (16 червня 1858)
- Орден Норвезького лева (21 січня 1904)
- Хрест Свободи короля Гокона VII

### Німецька імперія

#### Прусське королівство
- Орден Чорного орла з ланцюгом
  - орден (6 лютого 1873)
- Орден Червоного орла, великий хрест
- Королівський орден дому Гогенцоллернів, почесний командорський хрест (10 березня 1881)

#### Велике герцогство Баденське
- Орден Вірності (Баден) (1881)
- Орден Бертольда I (1881)

#### Інші держави
- Орден Святого Губерта (Баварське королівство; 1879)
- Орден Вюртемберзької корони, великий хрест (1879)
- Орден Людвіга (Гессен-Дармштадт), великий хрест (Велике герцогство Ольденбурзьке; 20 вересня 1881)
- Орден Білого Сокола, великий хрест (Велике герцогство Саксен-Веймар-Айзенаське; 1881)
- Орден Рутової корони (Саксонське королівство; 1888)
- Орден дому Саксен-Ернестіне, великий хрест
- Орден Вендської корони, великий хрест з короною в руді і ланцюгом (Мекленбург)
- Орден Золотого лева Нассау
- Орден Заслуг герцога Петра-Фрідріха-Людвіга, великий хрест з золотою короною і ланцюгом (Велике герцогство Ольденбурзьке)

### Данія
- Орден Слона (22 червня 1874)
- Орден Данеброг
  - почесний хрест (18 листопада 1912)
  - великий хрест з діамантами (29 жовтня 1950)

### Королівство Італія
- Вищий орден Святого Благовіщення (24 лютого 1879)
- Орден Святих Маврикія та Лазаря, великий хрест (24 лютого 1879)

### Російська імперія
- Орден Андрія Первозванного (1881)
- Орден Святого Олександра Невського
- Орден Білого Орла
- Орден Святої Анни 1-го ступеня
- Орден Святого Станіслава 1-го ступеня

### Британська імперія
- Орден Лазні, почесний великий хрест (19 лютого 1901)
- Орден Підв'язки (25 листопада 1906)
- Королівський вікторіанський ланцюг (27 квітня 1908)

### Естонія
- Хрест Свободи 3-го ступеня, 1-й клас (29 квітня 1925)
- Орден Білої зірки, ланцюг (7 червня 1938)

### Іран
- Орден Імператорського опудала 1-го класу
- Орден Пехлеві на ланцюгу

### Османська імперія
- Орден Заслуг (Османська імперія)
- Орден «Османіє» 1-го ступеня

### Португальське королівство
- Орден Вежі й Меча, великий хрест
- Потрійний орден

### Румунське королівство
- Орден Зірки Румунії, великий хрест
- Орден Корони Румунії, великий хрест
- Орден Кароля I з ланцюгом

### Інші країни
- Орден Святого Карла (Монако), великий хрест (6 квітня 1875)
- Королівський угорський орден Святого Стефана, великий хрест (Австро-Угорщина; 1879)
- Орден Золотого руна (Іспанія; 30 червня 1881)
- Орден хризантеми (Японська імперія; 29 липня 1881)
- Орден Королівського дому Чакрі (Сіам; 13 липня 1897)
- Орден Білої троянди (Фінляндія), великий хрест з ланцюгом (1919)
- Орден «Сонце Перу», великий хрест з діамантами (1923)
- Орден Білого Орла (Польща; 15 червня 1928)
- Орден Білого лева, ланцюг (Чехословаччина; 1937)
- Орден Соломона, ланцюг (Ефіопія; 1945)
- Орден Заслуг (Угорщина), великий хрест із святою короною і ланцюгом
- Почесний знак «За заслуги перед Австрійською Республікою», велика зірка
- Орден Леопольда I, велика стрічка (Бельгія)
- Орден Південного Хреста, великий хрест (Бразилія)
- Орден Заслуг (Чилі), ланцюг
- Орден Сприятливих хмар 1-го класу (Китай)
- Орден Мухаммеда Алі, ланцюг (Єгипет)
- Орден Спасителя, великий хрест (Греція)
- Орден Хашимітів, великий ланцюг (Ірак)
- Орден Трьох зірок, великий хрест з ланцюгом (Латвія)
- Орден Нідерландського лева, великий хрест
- Орден Визволителя, ланцюг (Венесуела)
- Орден Зірки Карагеоргія, великий хрест (Королівство Югославія)

### Почесні звання
- Почесний адмірал Королівських ВМС Великої Британії (3 листопада 1908)
- Почесний генерал Королівської армії Данії (1909)
- Почесний адмірал Російського імператорського флоту (1909)
- Почесний генерал Імперської армії Німеччини (1909)
- Почесний адмірал кайзерліхмаріне (1909)
- Почесний командир німецького гренадерського полку «Королева Єлизавета» (1909)
- Адмірал ВМС Іспанії (1928)